# The Complete Studio Recordings (The Doors)
The Complete Studio Recordings è un cofanetto del gruppo musicale The Doors pubblicato nel 1999; contiene tutti gli album del gruppo registrati con Jim Morrison (The Doors, Strange Days, Waiting for the Sun, The Soft Parade, Morrison Hotel, L.A. Woman) e una compilation di brani inediti e rarità, Essential Rarities.
Tutte le canzoni contenute nella raccolta Essential Rarities erano già state pubblicate nel cofanetto The Doors Box Set del 1997 ad eccezione del brano "Woman Is a Devil" che era l'unico ancora inedito.
Tutti i brani sono in versione rimasterizzata. Il cofanetto è stato ripubblicato nel 2003 in versione cubo cartonato.
Il set non include i tre album post-Morrison Other Voices, Full Circle e An American Prayer, né i loro relativi singoli. Mancano inoltre alcuni brani che erano stati pubblicati come lati B di alcuni singoli: Treetrunk del singolo Get Up and Dance e (You Need Meat) Don't Go No Further del singolo Love Her Madly, e una canzone di Willie Dixon cantata da Manzarek.

## Tracce

### Disco 1:The Doors
1. Break on Through (To the Other Side)
2. Soul Kitchen
3. The Crystal Ship
4. Twentieth Century Fox
5. Alabama Song (Bertold Brecht, Kurt Weill)
6. Light My Fire
7. Back Door Man (Willie Dixon)
8. I Looked At You
9. End Of The Night
10. Take It As It Comes
11. The End

### Disco 2:Strange Days
1. Strange Days - 3:09
2. You're Lost Little Girl - 3:03
3. Love Me Two Times - 3:16
4. Unhappy Girl - 2:00
5. Horse Latitudes - 1:35
6. Moonlight Drive - 3:04
7. People Are Strange - 2:12
8. My Eyes Have Seen You - 2:29
9. I Can't See Your Face in My Mind - 3:26
10. When the Music's Over - 10:59

### Disco 3:Waiting for the Sun
1. Hello, I Love You - 2:22
2. Love Street - 3:06
3. Not to Touch the Earth - 3:54
4. Summer's Almost Gone - 3:20
5. Wintertime Love - 1:52
6. The Unknown Soldier - 3:10
7. Spanish Caravan - 2:58
8. My Wild Love - 2:50
9. We Could Be So Good Together - 2:20
10. Yes, the River Knows - 2:35
11. Five to One - 4:22

### Disco 4:The Soft Parade
1. Tell All the People - 3:21 - (Krieger)
2. Touch Me - 3:12 - (Krieger)
3. Shaman's Blues - 4:48 - (Morrison)
4. Do It - 3:09 - (Krieger, Morrison)
5. Easy Ride - 2:43 - (Morrison)
6. Wild Child - 2:36 - (Morrison)
7. Running Blue - 2:27 - (Krieger)
8. Wishful Sinful - 2:58 - (Krieger)
9. The Soft Parade - 8:36 - (Morrison)

### Disco 5:Morrison Hotel
1. Roadhouse Blues  - 4:04
2. Waiting for the Sun  - 4:00
3. You Make Me Real  - 2:53
4. Peace Frog  - 2:50
5. Blue Sunday  - 2:12
6. Ship of Fools  - 3:08
7. Land Ho! - 4:10
8. The Spy - 4:17
9. Queen of the Highway - 2:47
10. Indian Summer - 2:35
11. Maggie McGill - 4:24

### Disco 6:L.A. Woman
1. The Changeling - 4:21
2. Love Her Madly - 3:20
3. Been Down So Long - 4:41
4. Cars Hiss by My Window - 4:12
5. L.A. Woman - 7:53
6. L'America - 4:38
7. Hyacinth House - 3:12
8. Crawling King Snake (Tony Hollins, Bernard Besman, John Lee Hooker) - 5:00
9. The Wasp (Texas Radio and The Big Beat) - 4:15
10. Riders on the Storm - 7:15

### Disco 7:Essential Rarities
1. Hello To The Cities (Live on the Ed Sullivan Show, 1967 and at Cobo Hall, Detroit, 1970) - 0:57
2. Break on Through (To the Other Side) (recorded live at the Isle of Wight Festival, England 1970) – 4:32
3. Roadhouse Blues (recorded live at Madison Square Garden, New York 1970) – 4:19
4. Hyacinth House (demo recorded at Robby Krieger's home studio 1969) – 2:40
5. Who Scared You (recorded at Elektra Studios 1969) – 3:16
6. Whiskey, Mystics & Men (recorded at Elektra Studios 1970) – 2:19
7. I Will Never Be Untrue (recorded live at the Aquarius Theater, Hollywood 1969) – 3:56
8. Moonlight Drive (demo recorded at World Pacific Studios 1965) – 2:31
9. Queen of the Highway (alternative version recorded at Elektra Studios 1969) – 3:32
10. Someday Soon (recorded live at the Seattle Center 1970) – 3:41
11. Hello, I Love You (demo recorded at World Pacific Studios 1965) – 2:28
12. Orange County Suite (recorded at Elektra Studios 1970) – 5:27
13. The Soft Parade (recorded live on PBS Television, New York 1969) – 10:03
14. The End (recorded live at Madison Square Garden, New York 1970) – 18:01
15. Woman Is a Devil (recorded at Elektra Studios 1969) – 4:08

## Formazione
- Jim Morrison – voce
- Ray Manzarek – organo, pianoforte, tastiera, basso
- John Densmore – batteria
- Robby Krieger – chitarra